# Acaromyces laviae
Acaromyces laviae är en svampart som beskrevs av Lavie 1950. Acaromyces laviae ingår i släktet Acaromyces, klassen Exobasidiomycetes, divisionen basidiesvampar och riket svampar.   Inga underarter finns listade i Catalogue of Life.